# Servizi ferroviari suburbani di Roma
La città di Roma possiede diversi servizi ferroviari urbani e suburbani, tariffariamente integrati tra loro, che movimentano una media di 373 000 passeggeri al giorno.

## Storia

### 1967: il servizio urbano sulla linea Roma-Viterbo
Il primo "servizio urbano" delle Ferrovie dello Stato nella città di Roma venne attivato in via sperimentale il 16 aprile 1967. Era effettuato sulla tratta da Tiburtina a Monte Mario della linea per Viterbo e vi erano utilizzate automotrici ALn 668.1400 con rimorchiate Ln 664. Le fermate intermedie erano Tuscolana, Ostiense, Trastevere e San Pietro, a cui si aggiunsero in seguito le nuove fermate Balduina e Pineta Sacchetti.
In seguito al successo di traffico, il servizio da sperimentale divenne definitivo, venendo prolungato nel 1970 alla nuova fermata San Filippo Neri, e nel 1972 a La Storta-Formello. A grandi linee la frequenza del servizio era compresa fra un treno ogni mezz'ora e un treno ogni ora.

### 1981: Il servizio urbano sulla linea Firenze-Roma
Il 16 febbraio 1981 venne attivato un ulteriore servizio urbano, sulla tratta da Tiburtina a Monterotondo della linea per Firenze, prolungato quasi subito a Fara Sabina; in occasione dell'attivazione del servizio si provvide ad attivare le due nuove fermate di Nuovo Salario e Piana Bella di Montelibretti, che si aggiungevano all'esistente fermata di Settebagni.
La linea era percorsa dalle corse prolungate del servizio urbano Tiburtina-La Storta; le stesse fermate erano servite anche dai treni locali per Orte, effettuati con automotrici elettriche ALe 801.

### Le linee FM: dal 1990 al 2002
Nel 1990 viene promulgata la legge nº 396 (Interventi per Roma, Capitale della Repubblica) che prevede interventi finalizzati all'adeguamento dei servizi e delle infrastrutture «per la mobilità urbana e metropolitana e (…) il potenziamento del trasporto pubblico su ferro».
Nel febbraio del 1994 venne firmata un'intesa tra regione Lazio, comune di Roma, provincia di Roma e Ferrovie dello Stato per attuare un assetto integrato dei trasporti nell'area metropolitana romana e regionale; vennero individuate 7 linee identificate dalla sigla FM (Ferrovie Metropolitane).
Le prime due linee furono istituite con l'orario estivo del 1994, si tratta delle due attuali linea FL1 e FL2, allora denominate FM1 e FM2, che effettuavano il servizio, rispettivamente, sui percorsi Monterotondo-Roma Tiburtina-Fiumicino Aeroporto e Guidonia-Roma Tiburtina. Dopo pochi mesi la linea FM1 venne prolungata da Monterotondo-Mentana a Fara Sabina-Montelibretti sino alla stazione di Orte Sempre nel 1994, vennero attivate le linee FM4, FM5, FM6 e FM7.
In seguito, il comune di Roma con la deliberazione del consiglio comunale n. 101 ha approvato il Programma di Assetto Generale delle aree ferroviarie (P.A.G.). Nel 1996 venne attivata la fermata di Villa Bonelli, situata sulla linea FM1, e due anni dopo, nel 1998, il servizio semiorario della linea FM5 venne prolungato sino a Civitavecchia, in sostituzione del precedente servizio orario. Il 29 dicembre 1999, venne attivata la linea FM3; venne poi prolungata verso Monte Mario il 30 gennaio 2000 e verso San Pietro il 28 maggio 2000.
Con l'avvicinarsi del Giubileo del 2000, vennero svolti alcuni altri lavori sulla linea FM4: vennero trasformate in stazioni le fermate di Pavona e Lanuvio e vennero create le fermate di San Gennaro e Villetta. Anche la stazione di Roma Aurelia della linea FM5 venne sottoposta ad alcuni lavori nel 2000.
Inoltre la linea FM1, che fino al 2000 si divideva in due tronconi nei pressi di Fiumicino, uno verso Fiumicino città e l'altro verso Fiumicino Aeroporto, con il nuovo orario venne attesta solo presso la nuova stazione di Fiumicino Aeroporto e la diramazione verso la città venne soppressa.

### Le linee FR: dal 2002 al 2012
Il 29 aprile 2002, in seguito alla regionalizzazione del trasporto ferroviario locale, le linee FM vennero ribattezzate FR (Ferrovie Regionali) e la loro programmazione affidata alla regione Lazio. Il cambio di denominazione avvenne nel 2004.
Nel 2003 le stazioni di Torre in Pietra-Palidoro e Ladispoli-Cerveteri della linea FR5 vennero sottoposte ad alcuni lavori e nel 2004 una delle due diramazioni della linea FR7, quella verso Nettuno, venne scorporata e trasformata nell'ottava linea, la linea FR8.
Nel febbraio del 2006 viene siglato un protocollo d'intesa tra regione Lazio, provincia di Frosinone, provincia di Latina, provincia di Rieti, provincia di Roma, provincia di Viterbo, comune di Roma, Ferrovie dello Stato e Rete Ferroviaria Italiana finalizzato «all'attuazione di un progetto unitario e integrato di rete ferroviaria regionale e metropolitana». Il 10 dicembre dello stesso anno venne attivata la fermata di Fiera di Roma.
Nel 2007 sono state attivate diverse stazioni sulla linea FR2: La Rustica Città, Tor Sapienza, Palmiro Togliatti e Serenissima.

### Le linee FL: dal 2012
Dal 2012 in alcuni documenti Trenitalia le linee FR vennero rinominate in FL (Ferrovie Laziali); nel giugno 2013 ATAC ha pubblicato una versione aggiornata della mappa integrata dei servizi ferroviari di Roma dove le ferrovie regionali di Trenitalia sono identificate dalla sigla FL e non più dalla sigla FR.
Dal 16 marzo 2014 il capolinea urbano delle corse della linea FL3 è attestato presso la stazione di Roma Tiburtina. Dalla fine del 2022 la linea FL4 cambia nome e diventa Castelli Romani Line.

### Progetti futuri
In seguito al potenziamento del nodo ferroviario di Roma da parte di RFI, verranno realizzate nuove fermate FL come Roma Pigneto, in corrispondenza della stazione della linea C della metropolitana, e verranno posti in atto raddoppi e quadruplicamenti di binario nelle tratte già esistenti (es. tratta FL2 Roma Lunghezza-Guidonia) nonché potenziamenti tecnologici per la sicurezza e il controllo della marcia dei treni (l'implementazione del sistema HD ERTMS L2/L3 nel Nodo di Roma è prevista entro il 2024).
A giugno 2022, dopo 32 anni dalla sua iniziale apertura, è stata riattivata la tratta Valle Aurelia - Vigna Clara con la relativa fermata di Vigna Clara, che sarà parte fondamentale della cosiddetta Cintura Nord, la cui chiusura, prevista da anni, andrà a completare l’anello ferroviario di Roma entro il 2030.
Un anno dopo, a giugno 2023, è stata riaperta la stazione di Val d'Ala, che è servita da alcuni treni della linea FL2 che escono e rientrano dal deposito di Roma Smistamento.

## Descrizione

### Linee FL
Il sistema è costituito da 8 relazioni, operate da Trenitalia, convergenti sulla città di Roma. Il servizio è finanziato in larga parte dalla Regione Lazio (per 15 milioni di treni × km annui) con un contributo della Provincia di Roma (pari a 0,5 milioni di treni × km annui).
Le linee FL1, FL2, FL3 e FL5 offrono, particolarmente nelle tratte urbane di Roma, un servizio metropolitano grazie alla frequenza e alle numerose fermate urbane (la FL1 e la FL3 sono inoltre linee passanti), integrato con la metropolitana ed i mezzi di superficie; le altre linee effettuano un servizio per lo più regionale. La categoria di servizio assegnata a tutte le corse è quella di treno regionale.
La numerazione delle linee (FL1, FL2 ecc.) appare solo nella segnaletica di alcune stazioni, mentre nell'orario ufficiale cartaceo Trenitalia fino a dicembre 2012 venivano segnalate solo le sigle delle linee FL1 e FL3; nei tabelloni luminosi e cartacei arrivi/partenze delle stazioni è presente solo la sigla R e la numerazione della corsa. Nella rete ATAC invece la numerazione delle linee FL appare in tutte le mappe generali e di linea.
La rete si compone complessivamente di otto linee:
| Linea | Percorso                                            | Inaugurazione | Ultima estensione | Lunghezza | Stazioni | Gestore    |
| ----- | --------------------------------------------------- | ------------- | ----------------- | --------- | -------- | ---------- |
|       | Orte - Roma Tiburtina - Fiumicino Aeroporto         | 1994          | —                 | 110 km    | 26       | Trenitalia |
|       | Val d'Ala - Roma Tiburtina - Tivoli                 | 1994          | 2023              | 43 km     | 15       | Trenitalia |
|       | Roma Tiburtina - Vigna Clara / Viterbo              | 1999          | 2022              | 88 km     | 29       | Trenitalia |
|       | Roma Termini - Velletri / Albano Laziale / Frascati | 1994          | —                 | 65 km     | 20       | Trenitalia |
|       | Roma Termini - Civitavecchia                        | 1994          | —                 | 77 km     | 13       | Trenitalia |
|       | Roma Termini - Cassino                              | 1994          | —                 | 138 km    | 22       | Trenitalia |
|       | Roma Termini - Minturno-Scauri                      | 1994          | —                 | 138 km    | 13       | Trenitalia |
|       | Roma Termini - Nettuno                              | 2004          | —                 | 60 km     | 13       | Trenitalia |

#### Linea FL1
La linea FL1 del servizio ferroviario regionale del Lazio collega Orte con Fiumicino Aeroporto utilizzando la ferrovia Firenze-Roma e la ferrovia Roma-Fiumicino. La frequenza nella tratta Fiumicino-Fara Sabina Montelibretti è di 15 minuti, nella tratta Fara Sabina-Poggio Mirteto è di 30 e nella restante Orte-Fiumicino Aeroporto è di 60. È gestita da Trenitalia; i principali interscambi con la metropolitana e le altre linee FL sono Roma Tiburtina, Roma Tuscolana e Roma Ostiense.
La linea viene percorsa principalmente dai nuovi Treni Rock ETR521 e ETR621, inoltre anche da TAF su alcuni servizi.

#### Linea FL2
La linea FL2 del servizio ferroviario regionale del Lazio collega la stazione di Roma Tiburtina con quella di Tivoli utilizzando la ferrovia Roma-Sulmona-Pescara. Lungo la sua tratta urbana serve i quartieri della periferia est romana come Ponte di Nona, La Rustica, Tor Sapienza e Collatino. La frequenza è di 60 minuti, ridotta a 30 negli orari di punta. È gestita da Trenitalia; il principale nodo di interscambio è la stazione di Roma Tiburtina.
La linea è servita principalmente da TAF, subentrati alle composizioni E464+Carrozze PR circolanti fino alla fine del 2021 e E464+MD, Nel 2023 vi hanno apparizione delle composizioni di E464+VivAlto ed sempre nel 2023,in occasione della Ryder Cup 2023 hanno fatto la loro apparizione anche i treni ETR521/621 Rock svolgendo dei servizi Regionali tra la stazione Roma Tiburtina e le stazioni di Lunghezza, Guidonia-Montecelio-Sant'Angelo e Tivoli. 
Dal 10 aprile 2025, gli Etr 621 Rock, sono entrati in servizio sulla tratta Roma Tiburtina Avezzano, andando man mano a sostituire i Taf.
Alcuni servizi verso le destinazioni abruzzesi vengono svolti con E464+Carrozze MD Medie Distanze, con l'aggiunta dei treni Jazz e Pop per Pescara.

#### Linea FL3
La linea FL3 del servizio ferroviario regionale del Lazio collega Viterbo Porta Fiorentina con Roma Tiburtina utilizzando la ferrovia Roma-Capranica-Viterbo. Sulla stessa linea operano le relazioni Bracciano-Roma Tiburtina, Cesano-Roma Tiburtina-Monterotondo, La Storta-Roma Ostiense (la quale viene eseguita negli orari di punta) e, a partire dal 13 giugno 2022, Vigna Clara-Roma S. Pietro-Roma Ostiense. Nella tratta Cesano-Roma, unica a doppio binario, la frequenza è di 15 minuti, nella tratta Bracciano-Cesano è di 30 minuti e nella tratta Viterbo-Bracciano è di 60 minuti. È gestita da Trenitalia; i principali interscambi con la metropolitana e le altre linee FL sono Roma Tiburtina (Metro B e interscambio con FL2), Roma Tuscolana (Metro A), Valle Aurelia (Metro A), Roma Ostiense (Metro B e Roma - Lido) e Roma Trastevere (interscambio con FL1 e FL5).
I treni che operano su questa linea sono i TAF. Nella fine del 2020 sono stati messi in servizio i nuovi elettrotreni Rock ETR521 che andranno nei prossimi anni a sostituire i TAF. Da metà gennaio 2023 hanno esordito sui regionali veloci Roma - Viterbo gli ETR621, i Rock composti da 6 carrozze. Con la riapertura della tratta Roma - Vigna Clara nel 2022, alcuni Jazz hanno iniziato a prestare servizio in questa linea.

#### Linea FL4
La linea FL4 del servizio ferroviario regionale del Lazio collega la stazione di Roma Termini con Velletri, Albano Laziale e Frascati utilizzando rispettivamente la ferrovia Roma-Velletri, la ferrovia Roma-Albano e la ferrovia Roma-Frascati. La frequenza per ogni diramazione è di 60 minuti, che diventano 120 nei giorni festivi. È gestita da Trenitalia; il principale nodo di interscambio è Roma Termini.
Sulla Roma Velletri passano principalmente i Vivalto + E464 e gli ETR 425 Jazz. Sulla Roma Frascati passano principalmente i Jazz e raramente i TAF. Sulla Roma Albano Laziale, principalmente passano i Jazz, ma anche Vivalto + E464 e raramente TAF.

#### Linea FL5
La linea FL5 del servizio ferroviario regionale del Lazio collega Roma Termini con Grosseto, passando per Civitavecchia utilizzando la ferrovia Tirrenica. La frequenza media è di 30 minuti. È gestita da Trenitalia; i principali nodi di interscambio sono Roma Termini, Roma Ostiense e Roma S. Pietro. 
I treni sono prevalentemente composti da Vivalto + E.464. Meno frequentemente si vedono i Jazz e i TAF. Dal 2021 sono iniziate le corse degli ETR521 Rock. Il 12 novembre 2021 l'ETR621.002 assegnato al Lazio ha fatto la prima corsa su un regionale Roma Termini - Civitavecchia e ad oggi, dopo le rispettive consegne, su queste tratte è usato l'l’ETR621.

#### Linea FL6
La linea FL6 del servizio ferroviario regionale del Lazio collega Roma Termini con la stazione di Cassino utilizzando la ferrovia Roma-Cassino-Napoli. La frequenza è sempre di 60 minuti, presenta diversi livelli di servizio con treni diretti a Cassino, Frosinone e Colleferro. È gestita da Trenitalia; il principale nodo di interscambio è Roma Termini.
Le composizioni sono spesso formate da E464 e carrozze Vivalto, gestite dalla regione Lazio. Sui servizi diretti verso la Campania è possibile incontrare i TAF e Rock.

#### Linea FL7
La linea FL7 del servizio ferroviario regionale del Lazio collega Roma Termini con la stazione di Minturno-Scauri utilizzando la ferrovia Roma-Formia-Napoli. La frequenza è sempre di 60 minuti. Nel pomeriggio, sulla tratta Roma Termini-Latina, la frequenza è di 30 minuti. È gestita da Trenitalia; il principale nodo di interscambio è la stazione di Roma Termini.
Su questa linea circolano principalmente Vivalto + E.464, ma anche convogli Rock sui servizi diretti verso la Campania.

#### Linea FL8
La linea FL8 del servizio ferroviario regionale del Lazio collega Roma Termini con la stazione di Nettuno utilizzando anch'essa la ferrovia Roma-Formia-Napoli fino a Campoleone, per poi instradarsi sulla Campoleone-Nettuno. La frequenza è sempre di 60 minuti. È gestita da Trenitalia; il principale nodo di interscambio è la stazione di Roma Termini.
Su questa linea le composizioni Vivalto + E.464 sono le più comuni.

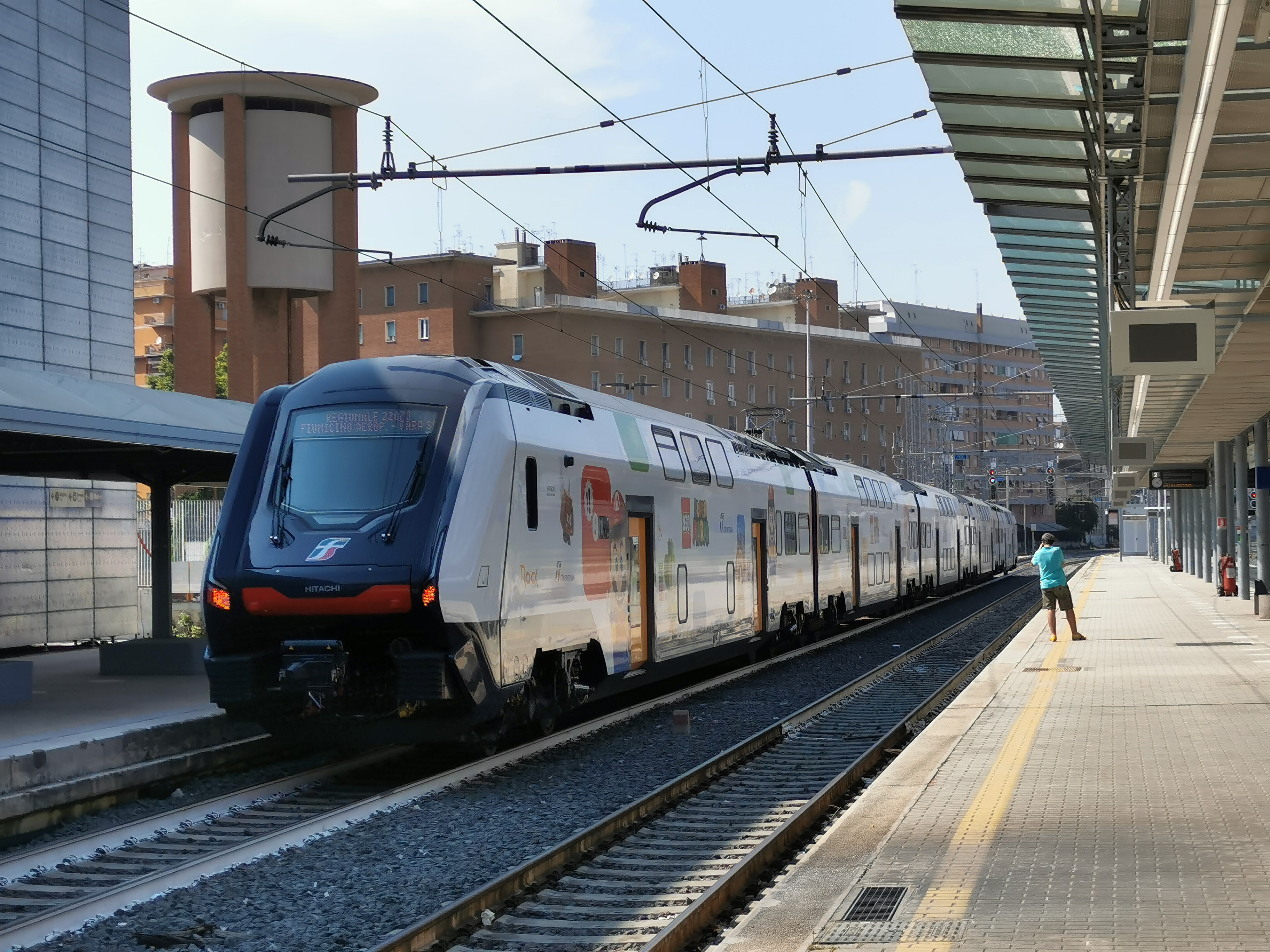
Nuovo ETR521 della FL1 in partenza da Roma Tiburtina
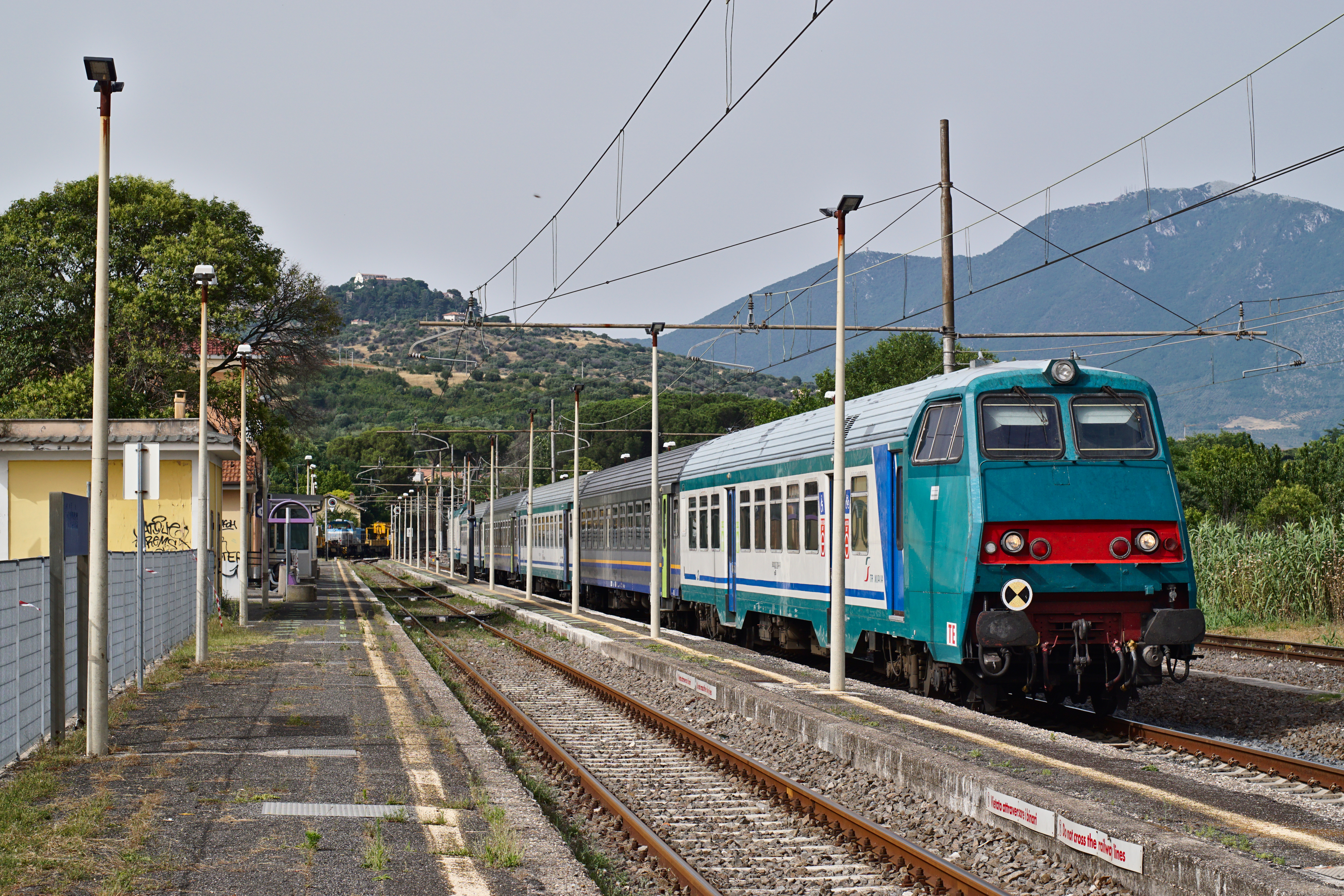
Convoglio della FL2 in sosta nella stazione di Guidonia
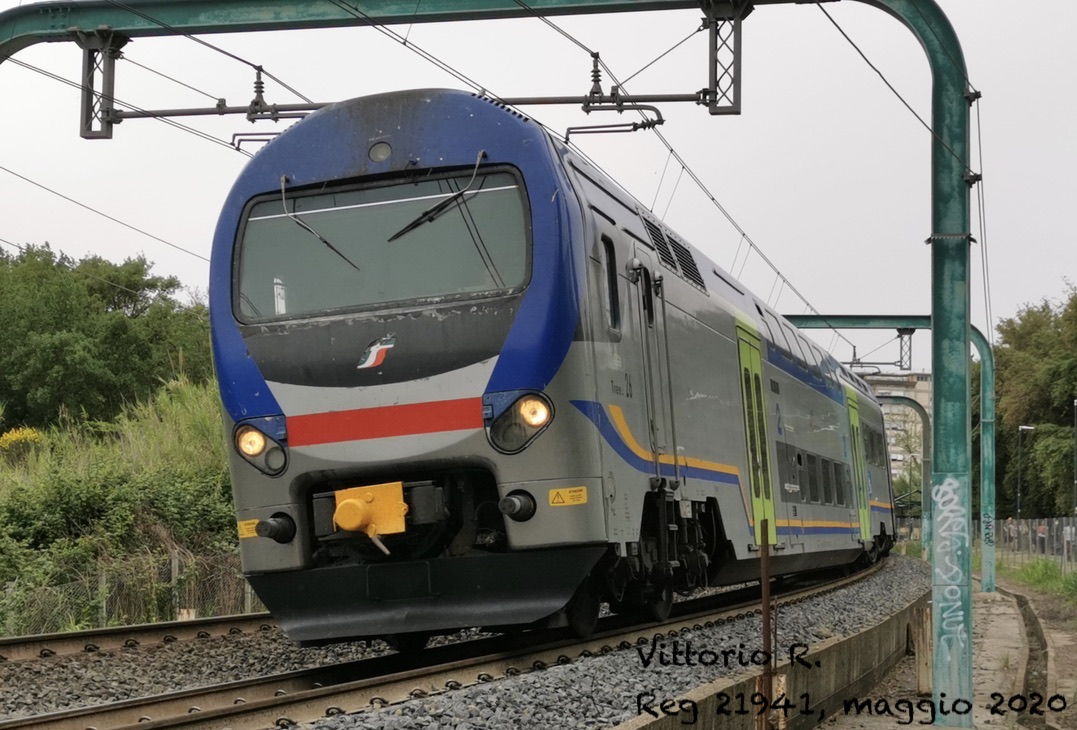
TAF di Trenitalia della FL3, sul viadotto di Gemelli.
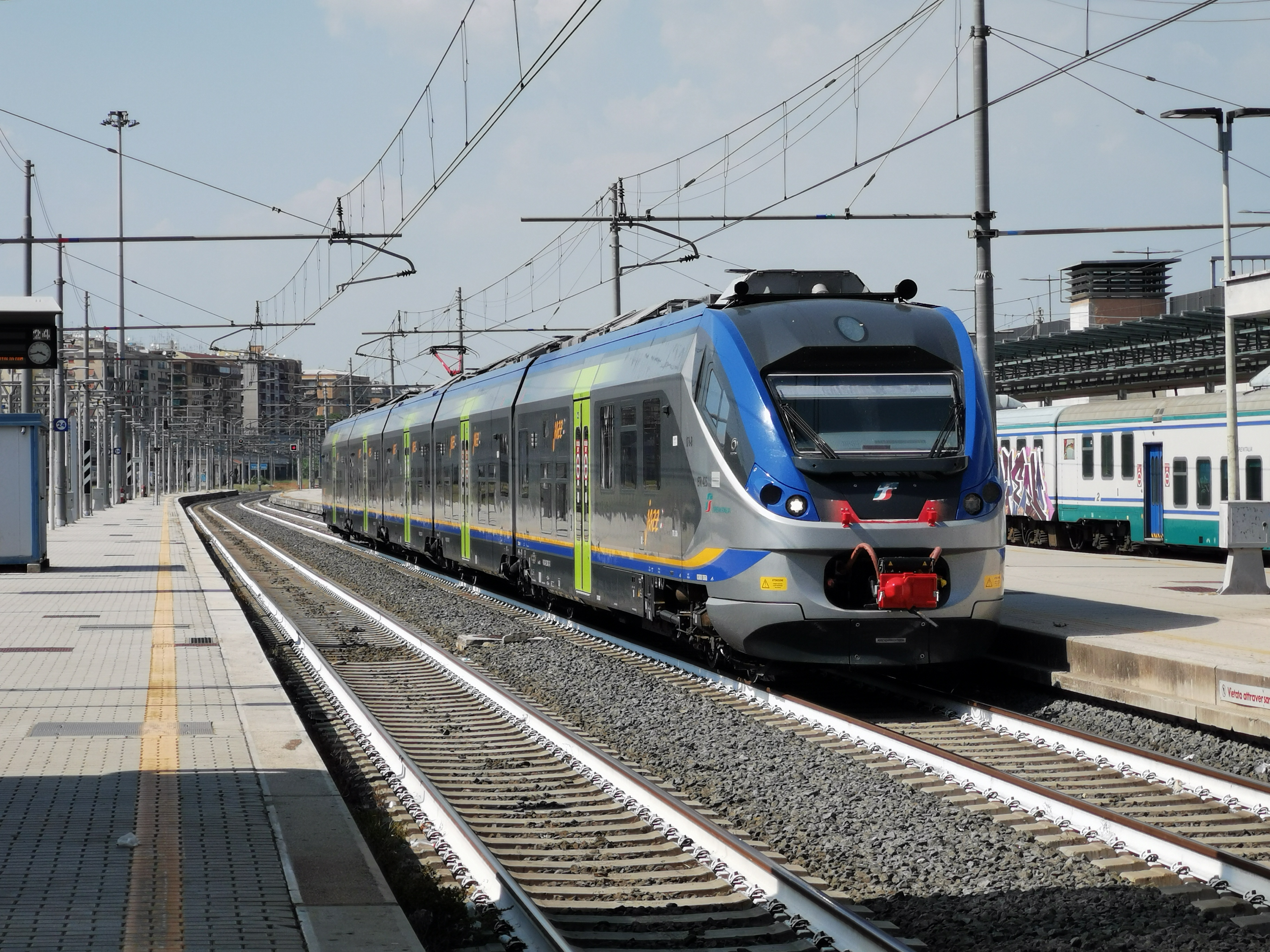
Jazz della FL4 verso Velletri, in arrivo a Roma Tiburtina
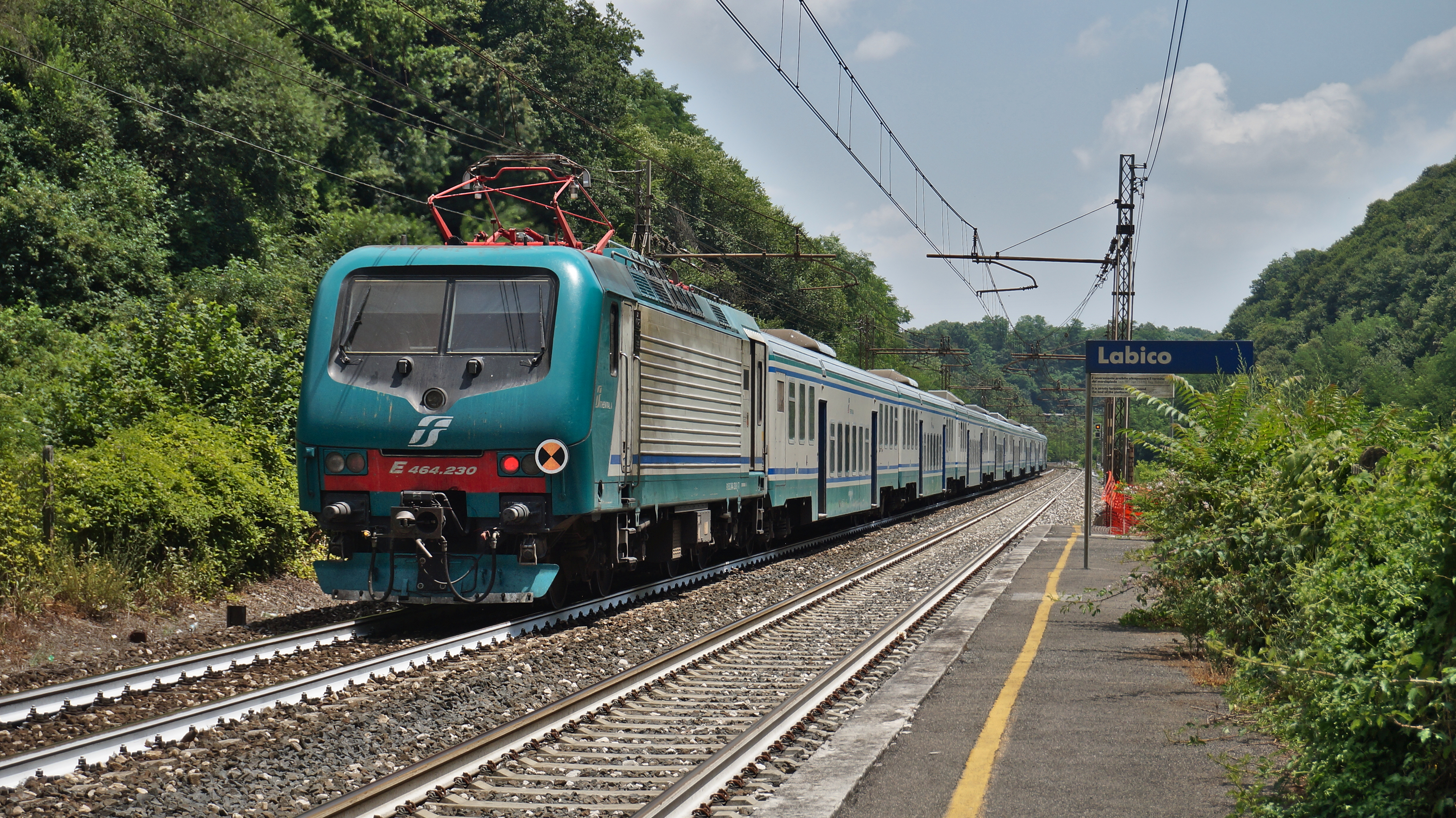
Convoglio della FL6 in transito nella stazione di Labico (oggi non più in servizio)

### Ferrovie ex concesse
Oltre alla rete gestita da RFI, esistono tre ferrovie ex concesse che offrono un servizio di tipo suburbano e collegano Roma rispettivamente al quartiere di Centocelle, alla frazione litoranea di Ostia e alla città di Viterbo.
Di queste, la prima è a scartamento ridotto, di proprietà del comune di Roma ed operata da ATAC, mentre le altre due sono a scartamento standard, di proprietà della regione Lazio ed operate da Cotral.

#### Termini Laziali-Centocelle

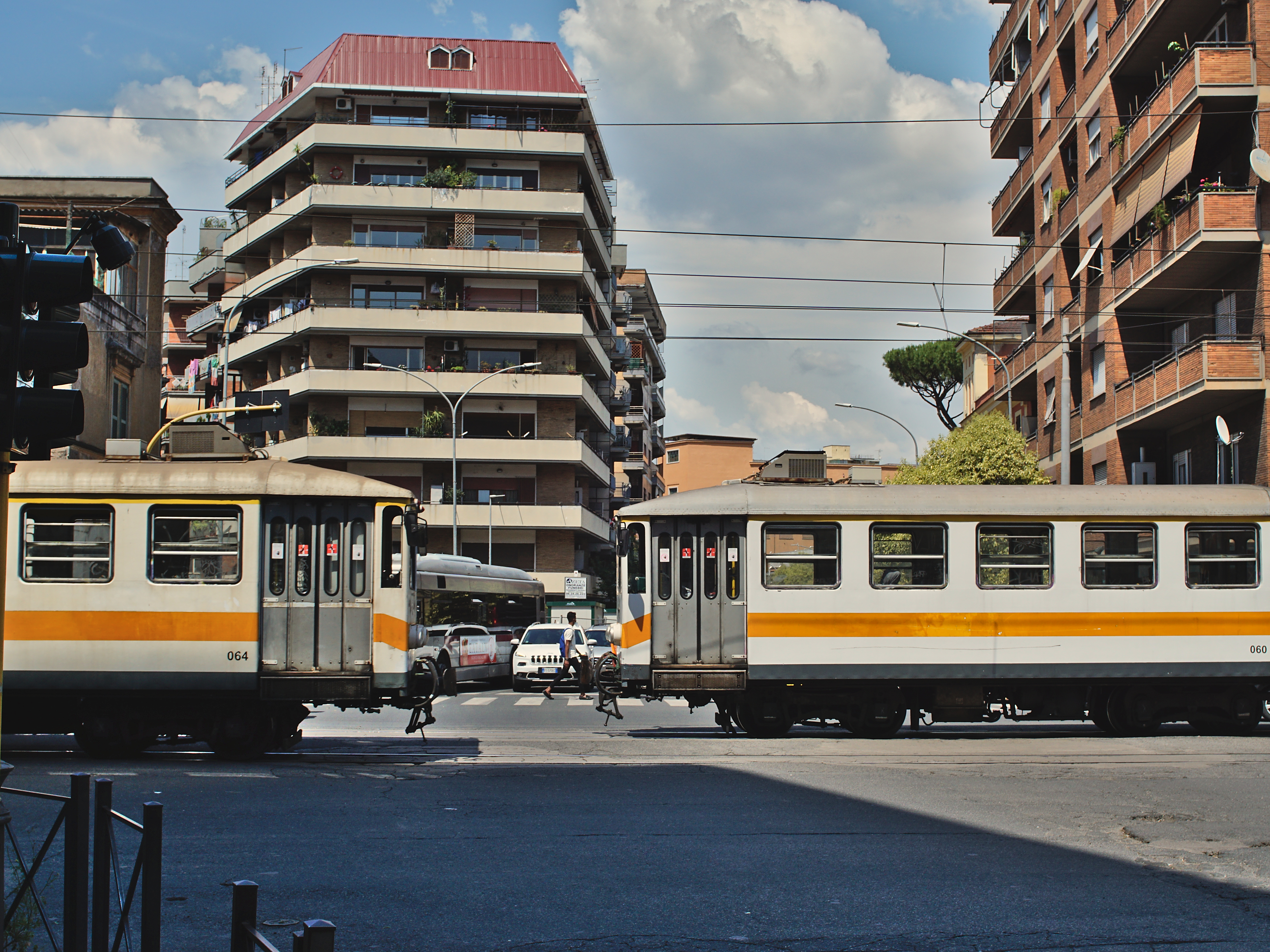
Due convogli urbani della Roma-Giardinetti si incrociano presso la fermata di Tor Pignattara (2021)

Al lato della stazione Termini vi è il capolinea della ferrovia Termini Laziali-Centocelle, una linea ferroviaria a scartamento ridotto che presta servizio urbano all'interno del comune di Roma. L'esercizio è di tipo tranviario. Il tracciato della ferrovia è ciò che resta dell'antica ferrovia Roma-Fiuggi-Alatri-Frosinone.
Il 7 luglio 2008 venne chiuso il tratto tra Giardinetti e Pantano, in modo da far confluire nel tratto in superficie il percorso della linea C, mentre il 3 agosto 2015 venne chiuso il tratto Centocelle-Giardinetti, per evitare la sovrapposizione con il tratto parallelo di nuova apertura della linea C. Di conseguenza il servizio avviene fino alla stazione di Centocelle.
Il servizio viene espletato dall'ATAC con corse cadenzate generalmente ogni 7 minuti dalle ore 6 alle ore 20, ogni 10 minuti nelle altre fasce orarie. Le corse vengono sospese dalle 23:00 alle 5:00.
Nel 2020 la sindaca di Roma Virginia Raggi ha annunciato la trasformazione della linea in metrotranvia (denominata linea G in rapporto alla metropolitana e linea 11 in rapporto alla rete tranviaria), con un prolungamento fino a Tor Vergata. Il Ministero delle infrastrutture e dei trasporti ha stanziato oltre 200 000 000 € per i lavori, che avrebbero dovuto iniziare nel 2022 e concludersi nel 2024. Nel dicembre 2021 si è deliberato il trasferimento di proprietà dalla regione Lazio al comune di Roma e che la linea sarebbe dovuta chiudere nel corso del 2023 in modo da poter iniziare i lavori.

#### Roma-Lido

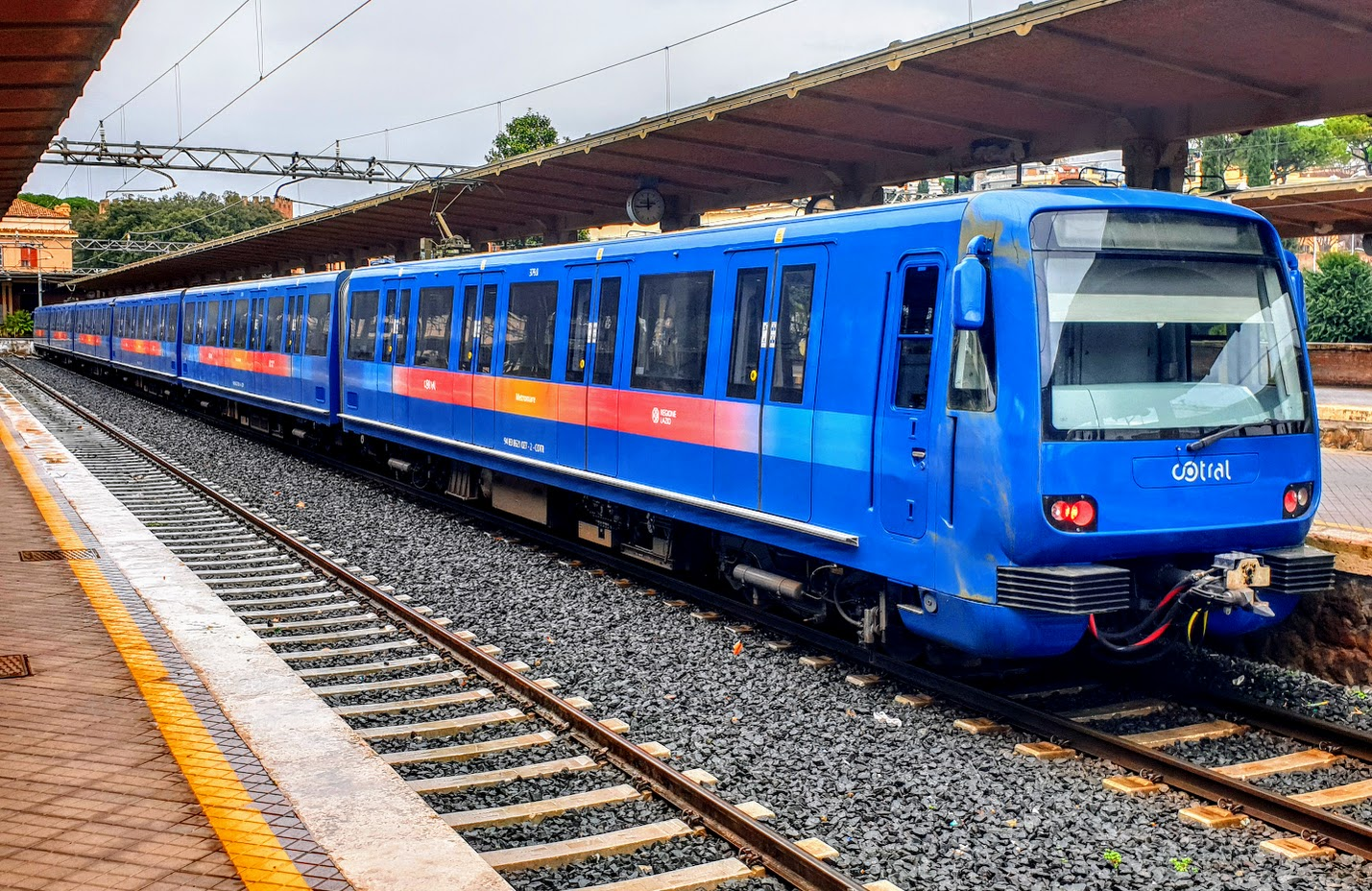
Treno CAF della Metromare (2023)

La linea del Lido va dalla stazione Roma Porta San Paolo fino alla frazione litoranea di Ostia, completamente all'interno del territorio del comune di Roma.
La prima parte del tracciato è parallelo a quello della linea B della metropolitana, con binari indipendenti. Il tracciato si sviluppa attraverso i quartieri di Vitinia, Acilia, Casal Bernocchi, Centro Giano, Ostia Antica ed ha tre stazioni a Ostia. Il suo capolinea è alla stazione Cristoforo Colombo, in corrispondenza della fine della via Cristoforo Colombo, che da Roma porta a Castelfusano.
La frequenza attuale della linea è di 20 minuti nei giorni feriali e 22 in quelli festivi, con rinforzi nelle ore di punta. Nel Piano Urbano della Mobilità Sostenibile di Roma del 2019 è prevista la sua trasformazione in linea E (Colombo-Jonio) della metropolitana di Roma.

#### Roma-Civita Castellana-Viterbo

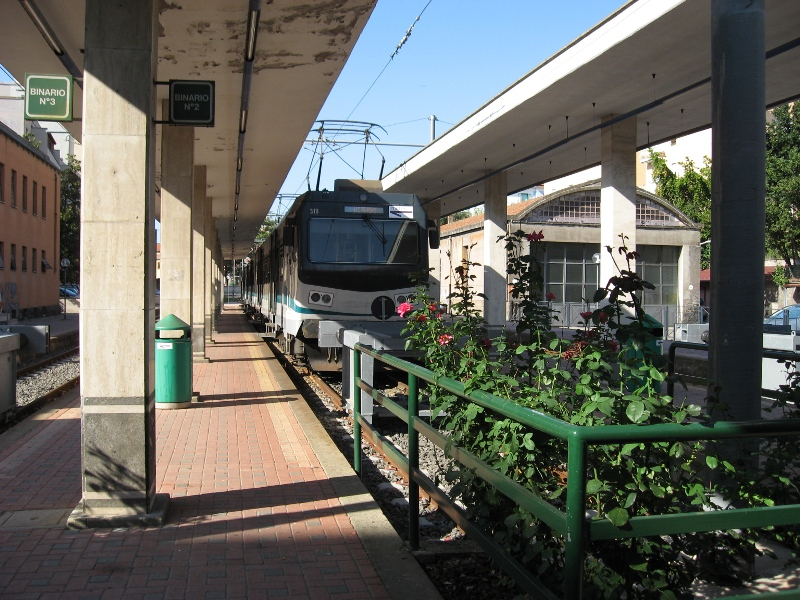
Convoglio della Roma Nord in arrivo alla stazione di Viterbo

La Ferrovia Roma-Civita Castellana-Viterbo, chiamata anche "Roma Nord" dal nome del primitivo concessionario, è una linea ferroviaria che collega Roma (da Piazzale Flaminio – interscambio con la stazione della linea A della metropolitana – nei pressi di piazza del Popolo) a Viterbo.
Sulla linea sono attivi due livelli di servizi: urbano e extraurbano. Il primo, identificato come linea metropolitana F dal piano regolatore del 1962, prevede corse con capolinea Montebello (poco fuori dall'anello del GRA) ogni 10/15 minuti con l'effettuazione di tutte le fermate urbane intermedie (Flaminio, Euclide, Acqua Acetosa, Campi Sportivi, Tor di Quinto, Due Ponti, Grottarossa, Saxa Rubra, Centro RAI, Labaro, La Celsa, Prima Porta, La Giustiniana, Montebello). Il secondo, extraurbano, ha destinazione Civita Castellana, dove è poi possibile prendere la coincidenza per Viterbo. In passato erano presenti anche corse dirette per Viterbo con tempo di percorrenza di circa 2 ore e 40 minuti, ma furono soppresse e la linea fu divisa in due tronconi (Flaminio-Civita Castellana e Civita Castellana-Viterbo).
Nel Piano Urbano della Mobilità Sostenibile di Roma del 2019 è prevista la sua trasformazione, limitatamente alla tratta urbana, in linea F (Flaminio-Montebello) della metropolitana di Roma.

## Tariffe
Per i viaggi nelle stazioni all'interno del comune di Roma è in vigore la tariffa integrata Metrebus Roma (o Metrebus Lazio se prevede la zona di Roma) applicata a biglietti e abbonamenti; in questo modo è possibile utilizzare un solo titolo di viaggio per utilizzare la metropolitana, i tram, i filobus, gli autobus ATAC e Cotral e le ferrovie ex concesse operate da ATAC e Cotral. Per i viaggi al di fuori del comune di Roma è attiva la tariffa integrata Metrebus Lazio.

### Tariffe specifiche di Trenitalia
In alternativa è prevista la tariffa ferroviaria Anello, dove è possibile viaggiare sui mezzi Trenitalia all'interno del Comune di Roma con un unico titolo di viaggio (validità 100 minuti in un'unica direzione). La tariffa Anello e la tariffa Metrebus Roma sono delimitate dalle stazioni: Capannelle (FL4 e FL6), Cesano di Roma (FL3), Fiera di Roma (FL1), Lunghezza (FL2), Roma Aurelia (FL5), Settebagni (FL1) e Torricola (FL7 e FL8). Per i viaggi verso la stazione di Colle Mattia, situata all'interno del Comune di Roma ma che richiede il passaggio per la stazione di Ciampino, è valida la tariffa Metrebus Roma ma non la tariffa Anello.
Per tutti i viaggi che si svolgono al di fuori della zona Anello o che l'attraversano, viene applica la tariffa regionale chilometrica (applicata ai titoli di viaggio validi solo sui treni Trenitalia) o la tariffa integrata Metrebus Lazio sulla quale i viaggi per o da Fiumicino Aeroporto sono compresi solo nei titoli di validità almeno settimanale
Per i viaggiatori ultrasettantenni (e categorie previste dalla Legge Regionale 30 del 1998) e le Forze dell'Ordine (e categorie previste dalla Legge Regionale 16 del 2003 e successive modifiche – Con il Bollettino Ufficiale della Regione Lazio numero 48 del 28 dicembre 2010, in vigore dal 29 dicembre 2010, sono state inserite anche le Forze Armate, il Corpo Forestale ed i Corpi di Vigilanza Armata, questi ultimi a condizione che indossino la divisa del corpo o istituto di appartenenza), sono valide le gratuità previste dalla normativa regionale per la parte del viaggio che si svolge all'interno del Lazio.